# Gru 2.
A Gru 2. (eredeti cím: Despicable Me 2) 2013-ban bemutatott  amerikai 3D-s számítógépes animációs film, amely a nagysikerű Gru című animációs mozifilm folytatása. A forgatókönyvet Cinco Paul írta, az animációs filmet Pierre Coffin rendezte, a zenéjét Pharrell Williams szerezte, a producere Chris Meledandri volt. Az Illumination Entertainment készítette, az Universal Pictures forgalmazta.
Amerikában 2013. július 3-án, Magyarországon 2013. július 4-én mutatták be a mozikban.

## Cselekmény
Egy szupertitkos laboratórium, közel az északi sarkkörhöz, titokzatos módon eltűnik, miután a levegőből felszippantja egy óriási mágnes.
Gru immár boldogan éli csöndes kertvárosi mindennapjait, három fogadott lánya, Margo, Edith és Agnes apjaként. Éppen Agnes születésnapi buliját rendezik meg, amikor felbukkan egy Lucy Wilde nevű titokzatos nő, aki ügynök az Anti-Gonosz Ligánál (egy szupertitkos szervezet, mely gonoszokat üldöz globális szinten), és erőszakot alkalmazva elrabolja Grút, a kocsija csomagtartójába rejtve. Két minyon észreveszi ezt, és felkapaszkodnak a kocsira, ami egyenesen berobog a tengerbe, majd tengeralattjáróvá alakulva egy titkos vízalatti bázisra tart, az AGL főhadiszállására. Itt a szervezet vezetője, Silas Kosülep elmondja Grúnak, hogy régóta figyelik gonosztevői munkásságát (köztük a Hold elrablását), és ezért a segítségét kérik egy titkos küldetésben. Gru azonban nemet mond, állítása szerint mivel most már ő apa és üzletember, majd egy csónakban távozik a bázisról. Előtte Lucy megadja neki a telefonszámát, hogyha mégis kedve lenne elvállalni a küldetést.
Gru visszatér a munkájához (egy olyan lekvár kifejlesztésén dolgozik, amibe belesűrít minden ízt). Dr. Senkiházi, Gru házi tudósa azonban bevallja neki, hogy ő hiányolja a "gonoszkodást", és hogy kapott egy új állásajánlatot, ahol végre újra gonosz találmányokat készíthet, ahogy régen. Gru és a Minyonok kellő búcsúztatásban részesítik öreg barátjukat a szolgálataiért, majd Gru úgy dönt, ezek után ő is elvállalja az Anti-Gonosz Liga megbízását.
A küldetése az, hogy beépüljön egy bevásárlóközpontba, ahol a szervezet szerint az a gonosztevő bujkál, aki a titkos laboratórium elrablása mögött áll. A labor kifejlesztett egy különleges szérumot, a PX-41-et, ami rossz kezekben nagyon veszélyessé válhat, alanyait gyilkológéppé alakítja.
Gru süteményboltosnak álcázva kezd ténykedni a bevásárlóközpontban, ahol Lucy lesz a társa. Gru azt gyanítja, hogy a pláza egyik mexikói éttermének a tulajdonosa, Eduardo Perez valójában egy több éve állítólag meghalt gonosztevő, El Macho, aki cápaháton egy rakás dinamithoz kötözve belezuhant egy kitörni készülő vulkánba.
Egyik éjjel Gru és Lucy betörnek Eduardo éttermébe, hogy bizonyítékokat keressenek, ám nem találnak mást, mint egy titkos fűszerezésű szalszaszószt és Eduardo házicsirkéjét, ami vadul rájuk támad. Ezek után a páros Floyd Eagle-re, a Hajszáli Kősas tulajdonosára kezd gyanakodni, miközben Margo, belezúg Eduardo tinédzser fiába, Antonióba. Végül Gru az övében elrejtett érzékelő segítségével rátalál a szérum egy részére egy titkos polc mögött. Agnes és Edith tudatják Gru-val, hogy Margo elment egy addig ismeretlen fiúval a Salsa és Salsa étterembe, ahova előző este Lucy-val betört. Később kiderült, hogy Antonio Eduardo fia és így az egész család meghívást kap Eduardo nagy május ünnepi fesztiváljára az étterembe, noha Gru nem nézi jó szemmel, hogy Margo a fiával van, és továbbra is kitart azon állítása mellett, hogy Eduardo az elkövető. Ez alatt az idő alatt Gru házából valaki titokzatos módon elrabolja a Minyonokat. Az elrabolt Minyonok egy tengerparti paradicsomba kerülnek, amiről fogalmuk sincs, hogy valójában egy börtön. Később beoltják őket a PX-41-es szérummal, melynek hatására erőszakos, lila szörnyetegekké változnak.
Gru a lányok unszolására elmegy egy vakrandira a szomszéd lány kuzinjával, Shannon-nal. A randi nem alakul valami jól, mivel Gru parókát húz, amivel meglehetősen kiakasztja randipartnerét, aki utálja a "kamu pasikat". Mivel Lucy épp arrafelé jár, így kisegíti őt, és kábítólövedéket lő Shannonba, mielőtt még megalázná Grút. Ők ketten hazaviszik az elkábult Shannont, és Gru ráeszmél, hogy beleszeretett Lucyba. Másnap reggel rendkívül boldogan megy a vele való közös munkába, ám Silas Kosülep közli, hogy elkapták Floyd Eagle-t, akinél a PX-41 szérum nyomaira bukkantak, majd azt is elmondja, hogy Lucy-t a sikeres akció fényében Ausztráliába küldik új megbízással. Gru nagyon szomorú, hogy a lány elköltözik. Megpróbálja őt randira hívni, ám tartva a gyerekkori kudarcaitól, nincs hozzá bátorsága.
Gru és a lányok hamarosan elmennek Eduardo partijára, ahol Grút még mindig bántja egyrészt Lucy távozása, másrészt Margo és Antonio együttléte. Eduardo megpróbálja felvidítani, miközben Gru a férfi szavaiból egyre inkább gyanút fog. Követi őt egy folyosón keresztül, ahol egy titkos csapdákkal teli erődre bukkan. Végül fájdalmas sérüléseket szerezve bejut az erődbe, ahol Eduardo, azaz El Macho fogadja. Gru kezdetben örül, mikor kiderül, hogy mindvégig igaza volt El Macho-val kapcsolatban, de meglepetésére találkozik régi barátjával, Dr. Senkiházival, aki elmondta, hogy most El Machonak dolgozik és a szérum segítségével ő rabolta el a Minyonokat, és változtatta őket agyatlan, pusztító szörnyekké. Mint kiderült, El Macho a minyonokkal való pusztítással akar visszatérni, mint a világ legnagyobb szupergonosza. Felajánlja neki, hogy dolgozzanak össze, ám Gru sietve lelép a lányokkal együtt. Eközben Lucy rájön, hogy szereti Grút, és egy siklóernyővel kiugrik a repülőről, hogy vele maradhasson.
Lucy Eduardo étterme előtt landol, ahol miután a férfi megtalálja az igazolványát, és rájön, hogy az Anti-Gonosz Ligának dolgozik, fogságba ejti. Dr. Senkiházi egy rövid videóüzenetben értesíti Grút, hogy Lucy bajban van. Gru néhány megmaradt Minyonával elindul megmenteni őt.
Míg a lányok otthon maradnak, az egyik lila gonosz Minyon rájuk támad, ám Dr. Senkiházi éppen időben érkezik és beoltja őt az ellenszerrel. Elmondása szerint minden gonoszságnál fontosabb számára a családja. Ezután Gru repülőgépén a fegyvereket megtöltve az ellenszerrel, amelyet a lekvárba öntött, Lucy kiszabadítására indulnak. Gru azzal a technikával próbál betörni El Macsó erődítményébe, hogy feladja magát, ám a gonosz Minyonok rájönnek a cselre.
Eduardo felfedi, hogy Lucyt egy dinamittal teli rakétához kötözte egy cápával, amit egyenesen egy aktív vulkán belsejébe irányít. Mielőtt azonban kilőné a rakétát, megjelenik Dr. Senkiházi és a lányok, akik a lekvárral töltött lőfegyverekkel beoltják a gonosz Minyonokat az ellenszerrel. Gru megpróbálja kiszabadítani Lucyt, ám Eduardo megissza a szérumot, melytől hatalmas torz szörnnyé válik és rátámad Grúra.
Dr. Senkiházi leszereli a Szörny-Eduardót, ám eközben a rakéta felrepül a levegőbe Lucy-val és Grúval együtt. Az utolsó pillanatban sikerül leugraniuk róla, és biztonságban landolnak a tengerben, mielőtt a rakéta belezuhan a vulkánba és felrobban. Miközben megmenekülnek, mindketten elmondják, miként is éreznek a másik iránt.
147 randival később megrendezésre kerül Gru és Lucy esküvője, melyre minden barátjukat meghívják. Agnes egy gyönyörű anyák napi verset mond Lucy tiszteletére. Az esküvő után mindenki boldogan ünnepel és táncol, több családi fotó is készül (melyen rajta van valamennyi Minyon, és Gru anyukája is, aki egyébként ebben a részben nem szerepel), és melyen váratlanul felbukkan egy gonosz Minyon is.
A stáblista alatt a minyonok szereplőválogatást rendeznek a 2015-ben megjelenő Minyonok című külön filmhez.

## Szereplők
| Szereplő | Eredeti hang     | Magyar hang       | Leírás |
| --- | ---------------- | ----------------- | --- |
| Gru | Steve Carell     | Scherer Péter     | A gonoszkodástól visszavonult békés családi életet élő exgonosztevő, akinek nyugodt mindennapjai akkor szakadnak félbe, amikor egy szupertitkos kémszervezet, az Anti-Gonosz Liga felkéri őt egy titkos akció megsegítésére. Ezzel Gru életének legizgalmasabb kalandjába csöppen, melynek során új barátokat és új ellenségeket is szerez. Miközben próbál a világ megmentése és a hétköznapi családapa szerepe között ingázni, szembesül egyik legnagyobb félelmével is, melynek leküzdése sokkalta nehezebbnek bizonyul, mint maga a küldetés.     |
| Lucy Wilde | Kristen Wiig     | Nemes Takách Kata | Az Anti-Gonosz Liga egyik legkiválóbb ügynöke, akinek megvan minden tehetsége, ami egy szuperkémnek csak kell: lexikoni tudás a küldetésről, harcművészeti készség, és arzenálnyi fegyver. Ezen kívül végtelenül optimista, barátkozó és szereti a kihívásokat. Gru kezdetben nehezen viseli el őt, mint új társát, ám idővel olyan érzéseket kezd táplálni iránta, amiket eddig nem is ismert. És mint kiderül, ez nem marad viszonzatlan. Kristen Wiig, aki a szereplő hangját szolgáltatta, az első részben Miss Hattei-nek kölcsönözte a hangját. |
| Margo | Miranda Cosgrove | Csifó Dorina      | Gru legidősebb lánya a kamaszkor küszöbén áll, és igencsak nagy érdeklődést mutat a fiúk iránt, amit túlféltő apukája egyáltalán nem néz jó szemmel. Ráadásul, mikor Margo belezúg egy fiúba, aki történetesen Gru ősellenségének a fia, a dolgok még bonyolultabbá válnak, mind Gru, mind Margo számára. |
| Edit | Dana Gaier       | Károlyi Lili      | Gru középső lánya, igazi fenegyerek, aki bátor, merész és dacosan néz szembe a veszéllyel. Igazán felvillanyozza, mikor rájön, hogy Gru egy titkos kémküldetésben vesz részt, hiszen ez számára még több kalandot és izgalmat jelent. |
| Agnes | Elsie Fisher     | Koller Virág      | Gru legfiatalabb kislánya, már a hatodik életévébe lépett, de imádnivaló, bájos természete mit sem változott. Nagyon szereti újdonsült apukáját, ám mindennél jobban szeretné, ha lenne végre egy igazi anyukája is. Amikor Gru aztán megismerkedik a bűbájos Lucy Wilde-dal, esélyt lát arra, hogy vágya megvalósuljon. |
| Eduardo Perez / El Macsó | Benjamin Bratt   | Csuja Imre        | A Salsa és Salsa nevű mexikói étterem nagydarab, mindig vidám tulajdonosa. Rövidesen az Anti-Gonosz Liga nyomozásának célpontjává válik, mikor Gru azt gyanítja, hogy ő egy több éve állítólagosan meghalt gonosztevő, El Macsó. A gyanú hamarosan beigazolódik, és Gru egy fékezhetetlen, könyörtelen ellenséggel találja szemben magát, aki nem riad vissza semmitől céljai elérésében. A szereplő hangját eredetileg Al Pacino szolgáltatta, ám ismeretlen indokok miatt leváltották őt a szerepben.                                               |
| Dr. Senkiházi | Russell Brand    | Király Attila     | Mióta már nem gonosz találmányokat készít Grúnak, ahogy régen, Dr. Senkiházi nehezen találja a helyét a barátai mellett, így arra gondol, ideje új állás után néznie. Nem sokkal ezután El Macsó házi tudósaként találkozunk vele, akinek világleigázási terveiben segédkezik. Mikor azonban El Macsó azok épségét veszélyezteti, akik a legkedvesebbek a számára, Dr. Senkiháziban tudatosul, hogy még a világuralom sem pótolhat egy szerető családot.                                                                                              |
| Silas Kosülep | Steve Coogan     | Dunai Tamás       | Az Anti-Gonosz Liga békés természetű vezetője, aki személyesen Grút akarja felkérni legújabb küldetésük főemberének. Nevéből adódó óriási méretű fara többször válik vicc tárgyává. |
| Antonio Perez | Moisés Arias     | Gacsal Ádám       | Eduardo menő, végtelenül laza tinédzser fia, aki Margo szerelmi vonzalmának tárgya. |
| Jillian | Nasim Pedrad     | Haumann Petra     | Gru tenyérbemászó szomszédja, aki mindenáron össze akarja hozni valakivel randizás terén kelletlen szomszédját. |
| Floyd Eagle | Ken Jeong        | Kardos Róbert     | A Hajszáli Sas nevű fodrászat tulaja, akire Gru és Lucy kezdetben gyanakszik. |
| A filmben további nem beszélő szereplők a Minyonok, illetve a gonosz Minyonok, Puito, Eduardo házi csirkéje, és legfőbb bizalmasa, valamint Kyle, Gru házikedvence. Az első részből visszatérő szintén néma kameó szerepben feltűnik Fred, Gru szomszédja, valamint Gru anyja, akit az első részben Julie Andrews szólaltatott meg. |                  |                   | |

## Díjak és jelölések
- 2014 – BAFTA-díj – a Legjobb Animációs Film – Pierre Coffin, Chris Renaud
- 2014 – Oscar-díj jelölés – a Legjobb Animációs Film – Pierre Coffin, Chris Renaud
- 2014 – Oscar-díj jelölés – a Legjobb Eredeti Filmdal – Pharrell Williams "Happy"
- 2014 – Golden Globe-díj jelölés – a Legjobb Animációs Film – Pierre Coffin, Chris Renaud
- 2014 – Kids' Choice Awards jelölés – a Legjobb Hang Animált Szereplőnek – Steve Carell
- 2014 – Kids' Choice Awards jelölés – a Legjobb Hang Animált Szereplőnek – Miranda Cosgrove
- 2014 – Young Artist Award jelölés – a Legjobb Animációs Film – Pierre Coffin, Chris Renaud
- 2014 – Young Artist Award – a Legjobb Eredeti Filmdal – Pharrell Williams "Happy"
- 2014 – Satellite Award jelölés –  a Legjobb Animációs Film  – Pierre Coffin, Chris Renaud
- 2014 – Saturn Award jelölés – a Legjobb Eredeti Filmdal – Pharrell Williams "Happy"
- 2014 – Visual Effects Society Awards jelölés –  a Legjobb Animáció – Chris Meledandri, Janet Healy, Chris Renaud, Pierre Coffin

## Spin-off és folytatás
A Universal Pictures a film után bejelentette, hogy külön filmet készít, melynek főszereplői a minyonok lesznek. A film forgatókönyvét Brian Lynch írta, Pierre Coffin és Kyle Balda rendezte, Christopher Meledandri és Janet Healy pedig a producer. A film amerikai premierjét 2014. december 19-ére tervezték, később azonban 2015. július 15.-ére tolták. A történet a minyonok Gru előtti életét mutatja be. Két új gonosz főszereplő is feltűnik a filmben, akiknek a hangját Sandra Bullock és Michael Keaton kölcsönzik.
2017 júniusában bemutatták a harmadik részt, a Gru 3.-at is.